# Evangelische Pfarrkirche Mödling

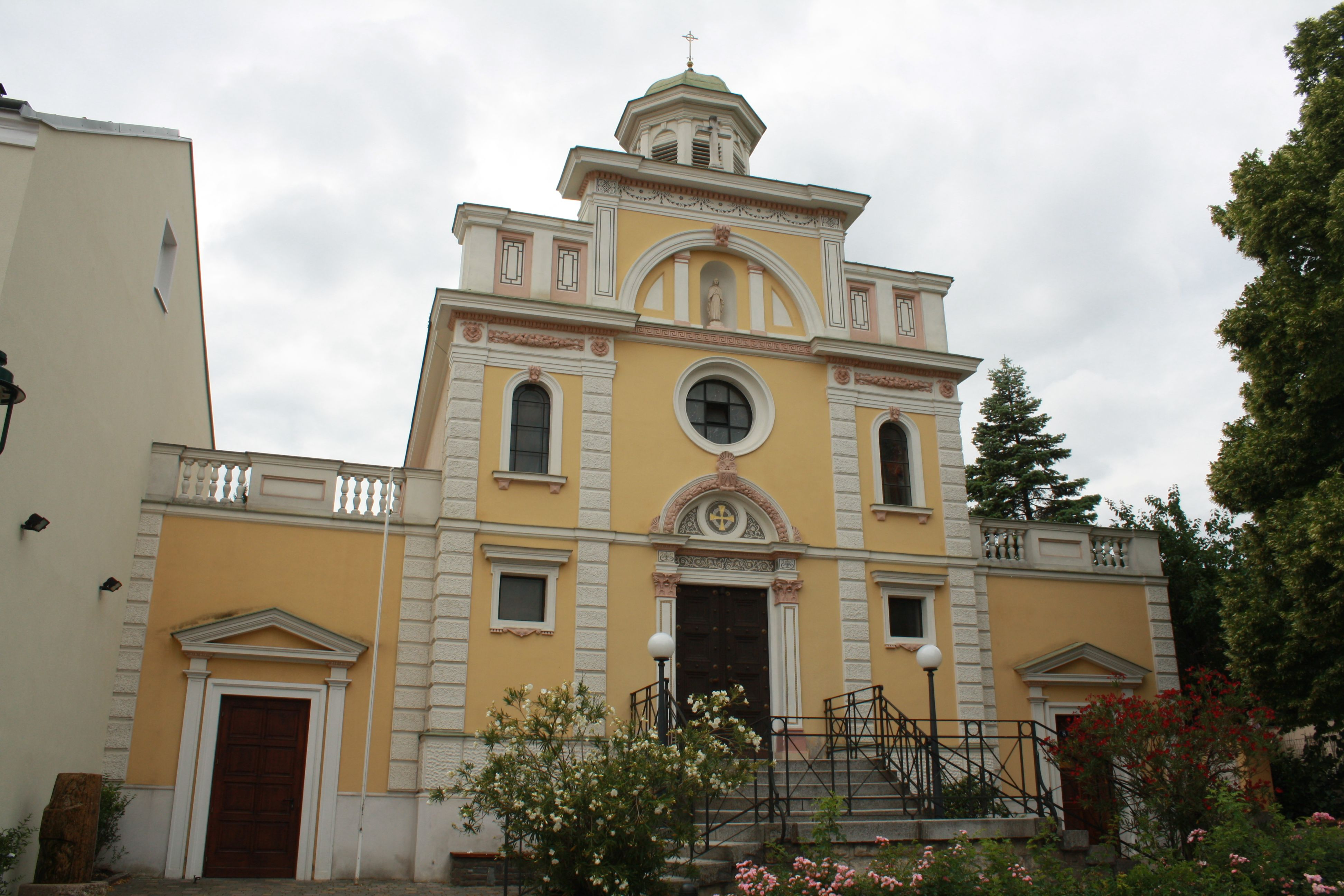
Evangelische Pfarrkirche Mödling

Die Evangelische Pfarrkirche Mödling ist ein lutherisch-evangelisches Kirchengebäude in der Stadt Mödling in Niederösterreich in der Josef-Scheffer-Gasse 8. Die Kirche war nach der Gumpendorfer Kirche, die 1848/49 erbaut wurde, der zweite Kirchenbau im Bereich der damaligen Wiener Pfarrgemeinde A.B., zu der damals auch Mödling und Umgebung gehörte.

## Baubeschreibung
Die historistisch gestaltete Saalkirche mit einem angeschlossenen Pfarrhaus steht in erhöhter Lage in der Josef-Scheffer-Gasse und wurde nach den Plänen von Eugen Sehnal vom niederländischen Baumeister Gerard Hendrik Duursma, einem Mitglied der evangelischen Gemeinde im Jahre 1875 errichtet. Zum Zeitpunkt des Baues lag sie außerhalb der Stadt inmitten der Weingärten.
Der dreiachsigen Langhausfront mit einer Fassade im Stil der Neorenaissance ist ein achtseitiger Glockenturm aufgesetzt. Zum Portal, das im Stil der italienischen Frührenaissance gehalten ist, führt eine Freitreppe in eine Höhe von etwa zwei Meter über dem Straßenniveau. Die seitlichen Bauten zeigen vorgetäuschte Tormauern mit Balustraden und übergiebelte Rechteckportale. 
Der Saalraum hat ein Muldengewölbe und eine Orgelempore. Die Einrichtung ist aus der Bauzeit. Der Kanzelaltar in Neorenaissance trägt ein Altarblatt und die Statuen der Heiligen Petrus und Paulus. Das Altarbild ist eine Kopie des Gemäldes im Wiener Kunsthistorischen Museum von Anthonis van Dyck mit Christus am Kreuz und stammt von Epaminonda A. Bucevschi, einem ukrainischen, katholischen Theologie-Stipendiaten aus Czernowitz und Schüler von Anselm Feuerbach. 
Die ursprüngliche Orgel, ein Schleifladen-Orgel aus dem Jahre 1875 mit einem Gehäuse in Neorenaissance hat ein Werk von Carl Hesse mit der Nummer 118. Sie umfasste sechs Register und ein angehängtes Pedal. Im Jahr 1975 stand man vor der Wahl, einer großangelegten Renovierung oder einer Neuanschaffung. Schlussendlich entschloss man sich für eine Neuanschaffung beim Orgelbau Walcker Mayer in Guntramsdorf. Die alte Orgel erhielt die Missionskirche in Schmiedrait einem Ort in der burgenländischen Gemeinde Oberschützen.

## Protestantenstein

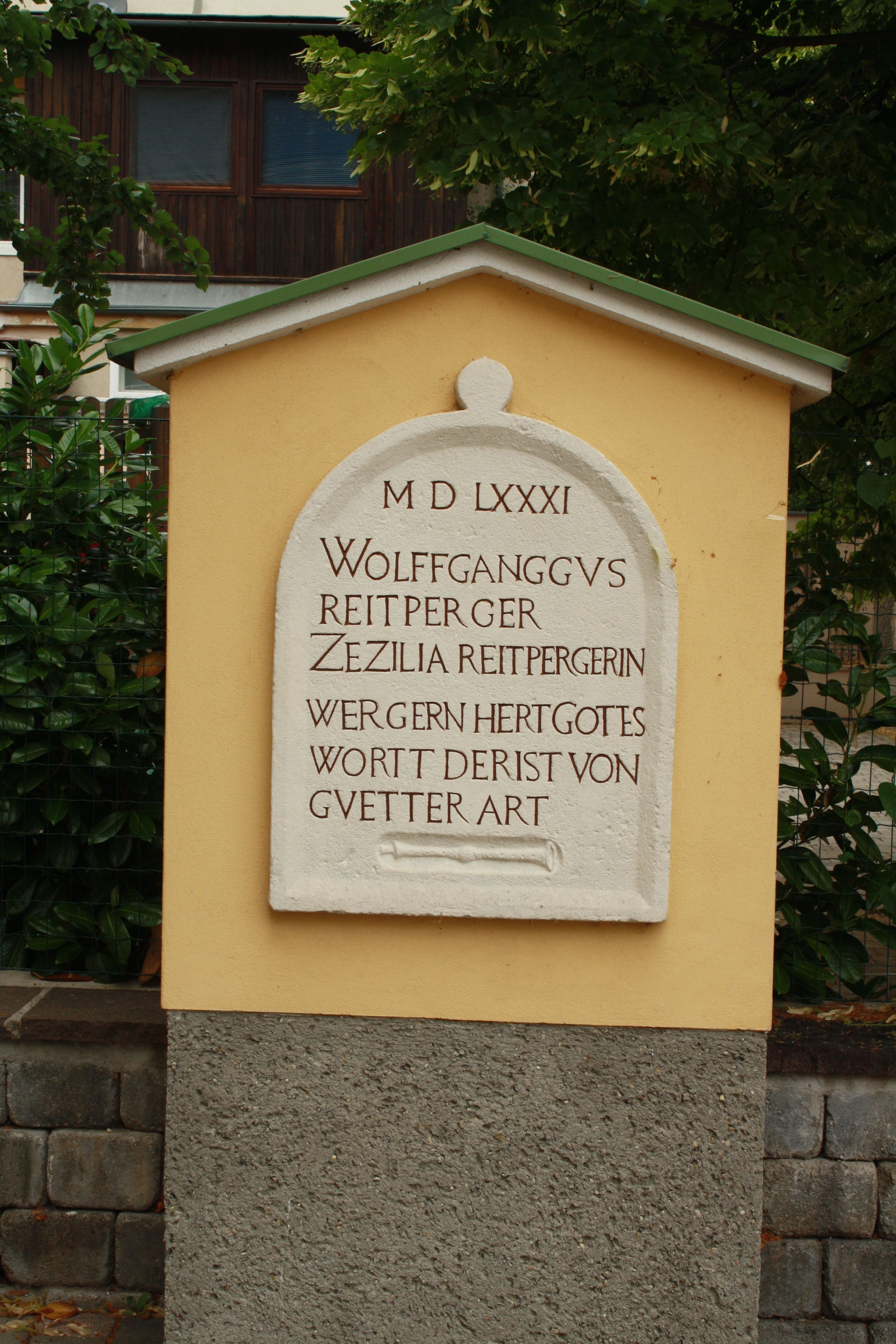
Protestantenstein, rechts der evangelischen Kirche

Rechts der Kirche befindet sich der Protestantenstein. Dieser Stein ist eine Steintafel stammt von einer Wegkapelle aus dem Jahr 1581 zwischen Mödling und Gumpoldskirchen. Sie wurde vom Mödlinger Ratsherren und Marktrichter Wolfgang Reitperger und dessen Frau errichtet. Im Laufe des 19. Jahrhunderts verfiel die Kapelle und nur die Tafel blieb erhalten. Die Aufschrift stammt aus der Zeit der beginnenden Reformation.

„WER GERN HERT GOTES

 WORTT DER IST VON 

GUETTER ART“